# 2-(p-Nitrofenil)-4-izopropilmorfin
2,4-Dinitrofenilmorfin je analog morfina u kome je hidroksilna grupa supstituisana sa dinitro fenoksi grupom.